# Santos Women's Tour
O Santos Women's Tour é uma carreira ciclista por etapas feminina que se celebra anualmente na Austrália e é a versão feminina do Tour Down Under e ao igual esta concorrência se corre nos arredores da cidade de Adelaide ao sul da Austrália. Através dos anos, a prova tem mudado de nome em função do patrocinador da mesma.
A carreira foi criada no ano 2004 e até ano 2015 fez parte do calendário nacional australiano. Em 2016, uniu-se ao Cálendário Internacional de Mulheres da UCI baixo a categoria 2.2 e no ano 2018 passou a ser uma carreira de categoria 2.1.

## Palmarés
| Ano                                                           | Vencedor             | Segundo              | Terceiro              |           |
| ------------------------------------------------------------- | -------------------- | -------------------- | --------------------- | --------- |
| Jacob's Creek Tour Down Under (edição amador)                 |                      |                      |                       |           |
| 2004                                                          | Oenone Wood          | Sara Carrigan        | Olivia Gollan         |           |
| 2005                                                          | Jenny MacPherson     | Rochelle Gilmore     | Alexis Rhodes         |           |
| The Advertiser Women's Criterium Séries (edição amador)       |                      |                      |                       |           |
| 2006                                                          | Jenny MacPherson     | Sally Cowman         | Bridget Evans         |           |
| UniSA Women's Criterium Séries (edição amador)                |                      |                      |                       |           |
| 2007                                                          | Jenny MacPherson     | Belinda Goss         | Peta Mullens          |           |
| Rendition Homes - Santos Women's Cup (edição amador)          |                      |                      |                       |           |
| 2011                                                          | Chloe Hosking        | Annette Edmondson    | Nicole Whitburn       |           |
| Santos Women's Tour - Tour Down Under Women's (edição amador) |                      |                      |                       |           |
| 2012                                                          | Judith Arndt         | Rebecca Werner       | Alexis Rhodes         |           |
| 2013                                                          | Kimberley Wells      | Nicole Whitburn      | Jenny MacPherson      |           |
| 2014                                                          | Loes Gunnewijk       | Valentina Scandolara | Amanda Spratt         |           |
| 2015                                                          | Valentina Scandolara | Melissa Hoskins      | Loren Rowney          |           |
| Santos Women's Tour - Tour Down Under Women's                 |                      |                      |                       |           |
| 2016                                                          | Katrin Garfoot       | Shelley Olds         | Lauren Kitchen        |           |
| 2017                                                          | Amanda Spratt        | Janneke Ensing       | Kirsten Wild          |           |
| 2018                                                          | Amanda Spratt        | Lauren Stephens      | Katrin Garfoot        |           |
| 2019                                                          | Amanda Spratt        | Lucy Kennedy         | Rachel Neylan         |           |
| 2020                                                          | Ruth Winder          | Liane Lippert        | Amanda Spratt         |           |
| 2021                                                          | cancelado            | cancelado            | cancelado             | cancelado |
| 2022                                                          | cancelado            | cancelado            | cancelado             | cancelado |
| 2023                                                          | Grace Brown          | Amanda Spratt        | Georgia Williams      |           |
| 2024                                                          | Sarah Gigante        | Nienke Vinke         | Neve Bradbury         |           |
| 2025                                                          | Noemi Rüegg          | Silke Smulders       | Mie Bjørndal Ottestad |           |

## Palmarés por países
Atualizado após edição de 2024
| País           | Vitórias |
| -------------- | -------- |
| Austrália      | 12       |
| Alemanha       | 1        |
| Itália         | 1        |
| Países Baixos  | 1        |
| Estados Unidos | 1        |